# Oberisling-Leoprechting-Graß

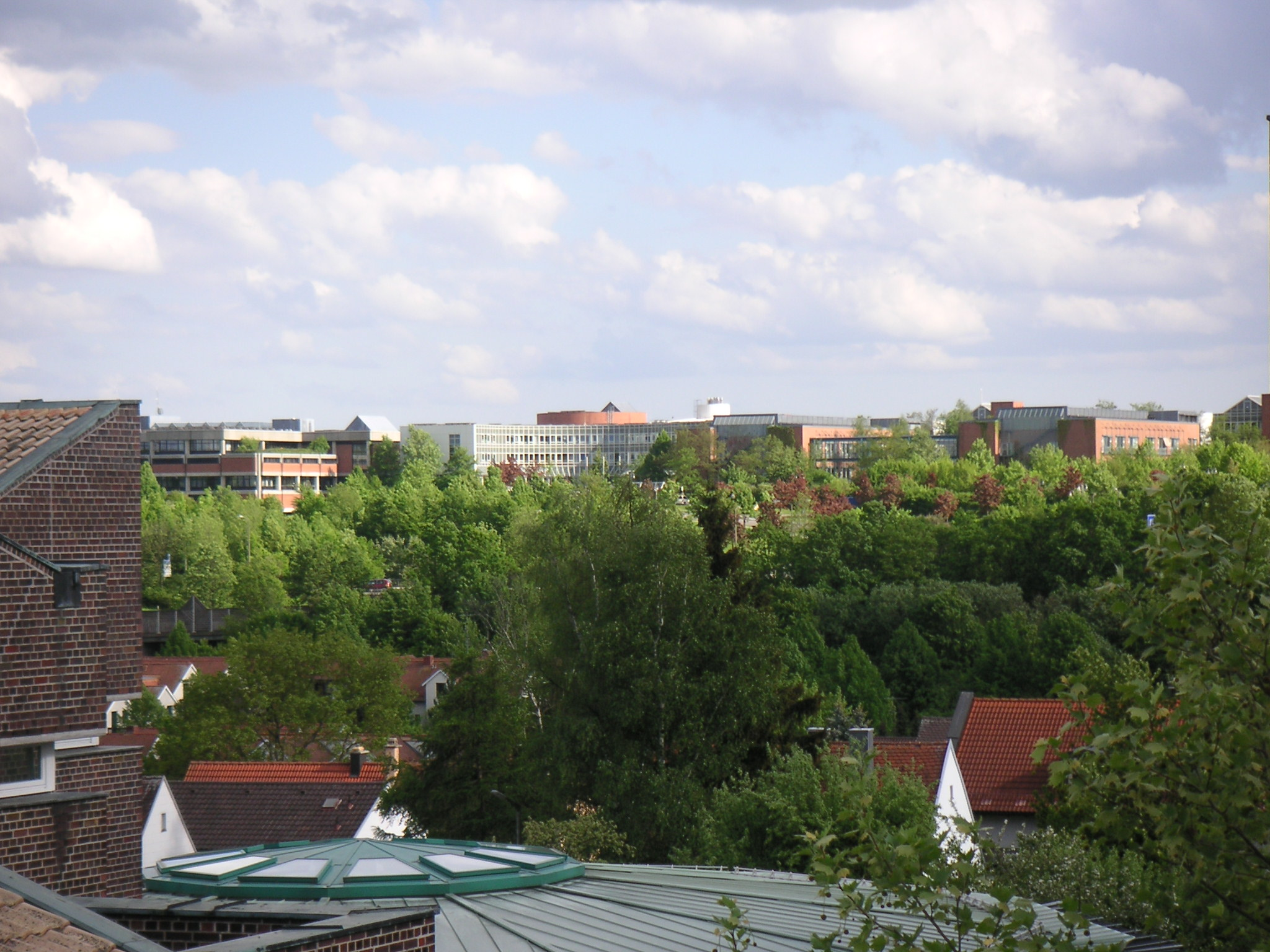
Universitätsklinikum, aufgenommen vom Dach des Oberpfalz-Wohnheims.

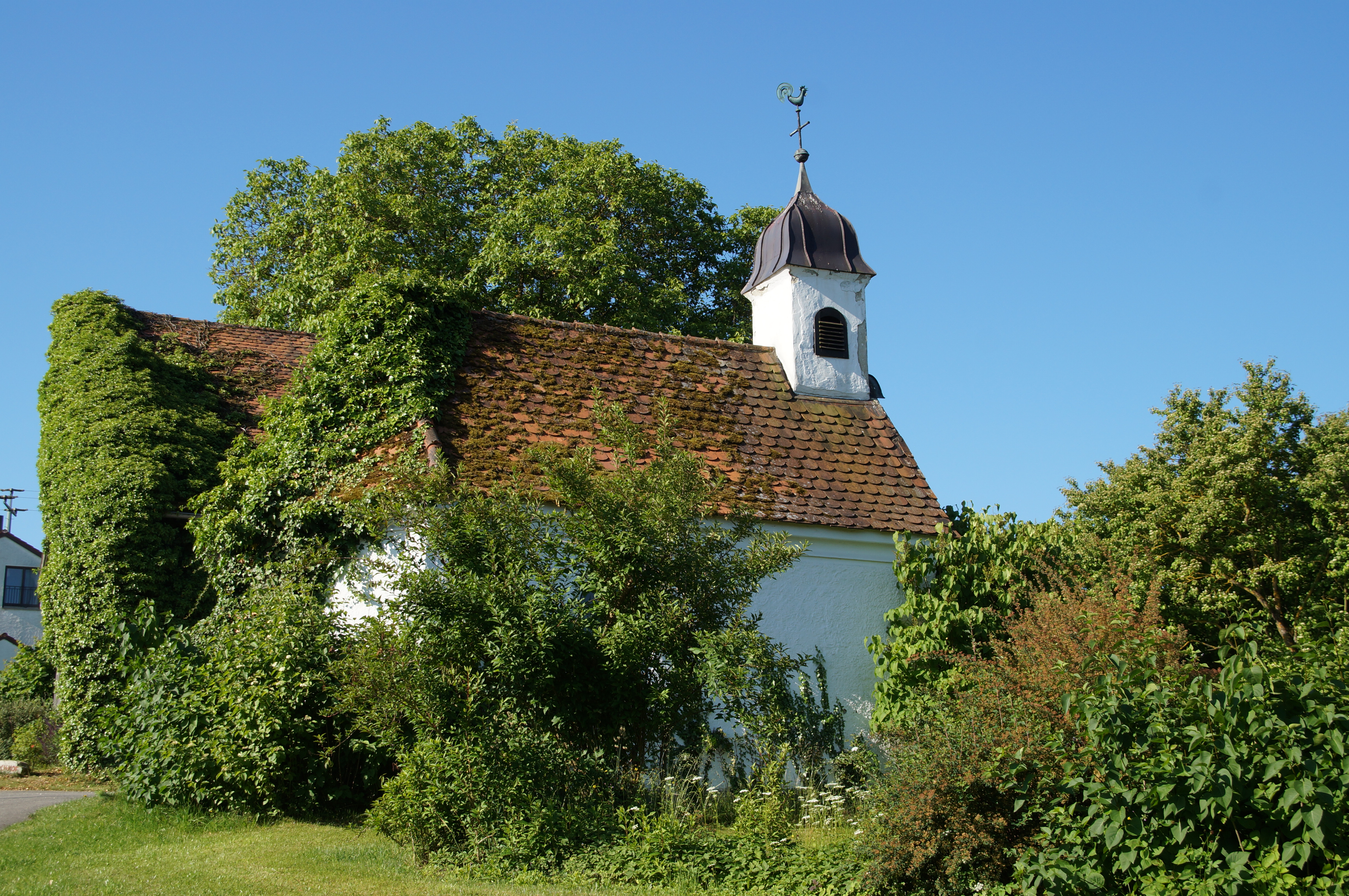
Kapelle „Vierzehn Nothelfer“ in Leoprechting

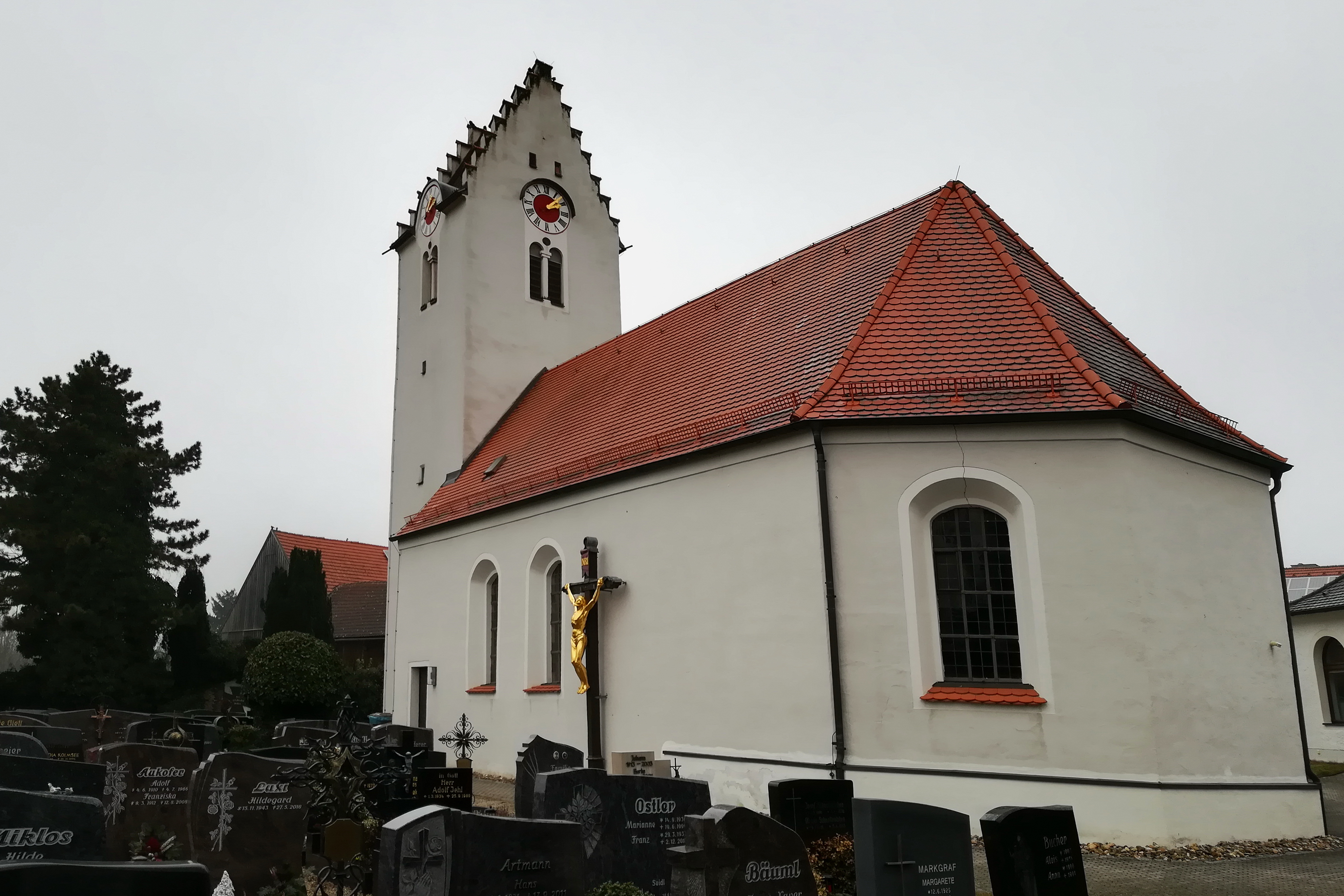
St. Martin in Oberisling

Oberisling-Leoprechting-Graß ist ein 914 Hektar großer Stadtbezirk der Stadt Regensburg im Südwesten des Stadtgebiets südlich der Bundesautobahn A 3.

## Geographie
Der Stadtbezirk besteht aus den Kirchdörfern Graß und Oberisling und dem Dorf Leoprechting und grenzt im Westen und Süden an die Gemeinden Pentling und Obertraubling im Landkreis Regensburg.

## Geschichte
Der Name Graß stammt wohl vom Geschlecht derer von Grazze, die im 12. Jahrhundert die Herren auf Burg Graß gewesen sein dürften. Die Burg wurde während des Dreißigjährigen Krieges zerstört. Die Deutschordenskommende Regensburg konnte im 14. und 16. Jahrhundert in zwei Teilen die Hofmark Graß erwerben. Die Bauern von Graß, Leoprechting und Oberisling  blieben über Jahrhunderte Untertanen der Deutschordenskommende St. Ägid. Mit dem Reichsdeputationshauptschluss von 1803 fielen die Orte zunächst an das Fürstentum Regensburg Karl Theodor von Dalbergs und nur sieben Jahre später, 1810, an Bayern.
Im Jahre 1818 entstanden mit dem bayerischen Gemeindeedikt die Gemeinden Graß und Oberisling. Am 1. Januar 1970 wurde die 416,35 Hektar große Gemeinde Graß, bestehend aus dem Kirchdorf Graß und dem Dorf Leoprechting im Zuge der Gebietsreformen und wegen der Planungen zum Bau des Universitätsklinikums mit der Nachbargemeinde Oberisling zusammengefasst. Am 1. Januar 1977 wurden die vereinten Gemeinden in die Stadt Regensburg eingemeindet. Der ehemals dörfliche Charakter der Orte hat sich nach Erbauung und Inbetriebnahme der nordöstlich benachbarten Universität Regensburg und dem Universitätsklinikum in den Jahren nach 1970 verloren. Der 914 Hektar große Stadtteil ist heute geprägt vom Universitätsklinikum und den Beschäftigten, die hier wohnen.

## Kirchen
- Filialkirche St. Martin in Oberisling
- ehemalige Schlosskapelle der ehemaligen Burg Graß und heutige Nebenkirche St. Michael in Graß
- Kapelle „Vierzehn Nothelfer“ in Leoprechting

## Karten

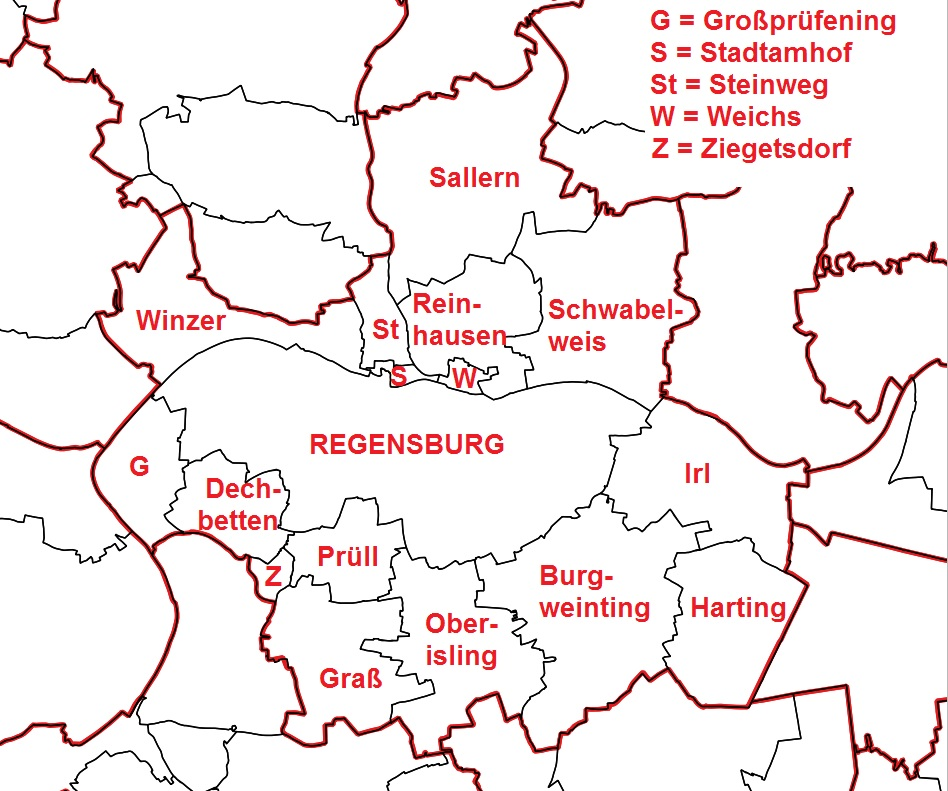
Regensburg Gemarkungen
Regensburg Stadtbezirke